# Kościół Świętego Ducha w Sandomierzu
Kościół Świętego Ducha w Sandomierzu – kompleks budynków poklasztornych i poszpitalnych z przylegającym do nich kościołem rzymskokatolickim znajdujący się w zabytkowej części Sandomierza. Obecnie jest to kościół rektoralny przynależny do parafii katedralnej.

## Historia
Początki kościoła związane są z rokiem 1222. Wtedy to kasztelan krakowski Żegota herbu "Topór" ufundował w Sandomierzu kościół i klasztor dla zgromadzenia kanoników regularnych de Saxia, zwanych Duchakami. Kompleks wybudowany został ostatecznie ok. 1303 r. Zadaniem zakonników było prowadzenie szpitala i przytułku dla najuboższej części społeczności miejskiej. Na utrzymanie zakonników, kościoła, zabudowań i podopiecznych fundator darował wieś Żyć (obecnie Szewce).
Oryginalny kościół spłonął w czasie najazdu Litwinów w 1349 roku. Odbudowany został w końcu XIV w. Następnie wielokrotne pożary niszczyły jego zabudowę: 1525, 1612, 1633, 1647, 1759. Kolejne duże zniszczenia to działania wojenne z 1809 r.

## Architektura
Wnętrze kościoła jest późnobarokowe. 

## Duchacy i Szarytki
Kościół i klasztor św. Ducha był w rękach Duchaków do 1784 r., a ostatni zakonnik ks. Janowski zmarł w 1814 r. W 1819 r. szpital i kościół powierzono zgromadzeniu Sióstr Miłosierdzia św. Wincentego à Paulo – Szarytkom, które 8 grudnia 1819 r. przybyły do Sandomierza. Szpital funkcjonował w tym miejscu do 1982 r.

## Okno życia
25 marca 2009 r. nieopodal kościoła otwarto pierwsze w Sandomierzu „Okno Życia” pod patronatem Caritasu Diecezji Sandomierskiej.

## Pomnik historii

Logo „Pomnik Historii”

22 listopada 2017 r. decyzją Prezydenta RP Andrzeja Dudy na wniosek Ministra Kultury i Dziedzictwa Narodowego Piotra Glińskiego, po uzyskaniu opinii Rady Ochrony Zabytków, wpisano sandomierski historyczny zespół architektoniczno-krajobrazowy na listę pomników historii, przyznawany zabytkom nieruchomym o szczególnej wartości historycznej, naukowej i artystycznej, utrwalonym w powszechnej świadomości i mającym duże znaczenie dla dziedzictwa kulturalnego Polski. Obszar tego pomnika obejmuje zabytki sandomierskiej starówki, w tym między innymi bazylikę katedralną, sandomierskie kościoły pw. Nawrócenia świętego Pawła, pw. św. Jakuba, pw. św. Michała, pw. św. Józefa, pw. Ducha Świętego, Dom Długosza, średniowieczny układ urbanistyczny miasta, Brama Opatowska, ratusz, Collegium Gostomianum, Wąwóz Królowej Jadwigi i Wąwóz Piszczele.

## Zabytki w niedalekiej odległości
- Brama Opatowska – kościół zlokalizowany był pierwotnie na rogatkach miasta i służył pomocą biedocie miejskiej, stąd usytuowany był tuż przy bramie wjazdowej.
- Synagoga w Sandomierzu – w jego pobliżu powstała dzielnica żydowska.